# Edinburg (Nueva York)
Edinburg es un pueblo ubicado en el condado de Saratoga, Nueva York, Estados Unidos. Según el censo de 2020, tiene una población de 1,333 habitantes.

## Geografía
La localidad está ubicada en las coordenadas 43°13′23″N 74°4′13″O / 43.22306, -74.07028 (43.222999, -74.070044).

## Demografía
Según la Oficina del Censo en 2000 los ingresos medios por hogar en la localidad eran de $39,762, y los ingresos medios por familia eran $43,317. Los hombres tenían unos ingresos medios de $32,500 frente a los $24,732 para las mujeres. La renta per cápita para la localidad era de $20,371. Alrededor del 8.3% de la población estaban por debajo del umbral de pobreza.